# شبکه ورزش ترکمنستان
شبکه ورزش ترکمنستان یک کانال ورزشی دولتی در ترکمنستان است که به کمیته دولتی ترکمنستان برای تلویزیون، رادیو و سینما تعلق دارد. پخش این شبکه از ۱۱ دی ۱۳۹۰ آغاز شد و اولین و تاکنون تنها کانال ورزشی داخلی در ترکمنستان است. این کانال با زبان ترکمنی و با کیفیت HD پخش می‌شود.
این کانال حدود ۵ میلیون نفر در ترکمنستان و چند میلیون نفر دیگر در خارج از کشور بیننده دارد.